# Valentin Rautenstrauch
 Valentin Wilhelm Christian Rautenstrauch (* 8. April 1832 in Trier; † 19. Oktober 1884 ebenda) war ein Trierer Kaufmann und Politiker.

## Familie
Rautenstrauch war fünftes von zwölf Kindern und der älteste Sohn des Kaufmanns Jean Guillaume Rautenstrauch (1791–1858) und der Valentine Susanne Leonardy (1802–1848), welche das Weingut Karthäuserhof als Alleinerbin ihres Vaters Valentin Leonardy in die Ehe einbrachte. Sein Vater entstammte einer Strassburger Kaufmannsfamilie, der in Trier ein Handelshaus für Lederwaren aufgebaut hatte. Insbesondere durch Lieferungen von Leder an die preußische Armee war er zu Wohlstand gekommen.
1860 heiratete Rautenstrauch Lilla Bertha Deichmann (1842–1925), mit der er neun Kinder hatte. Deren ältester Sohn war Wilhelm Rautenstrauch.

## Leben
Valentin Rautenstrauch stieg mit einer Kaufmannslehre in das väterliche Geschäft ein. 1857 reiste er im Auftrag der Firma nach Südamerika und baute in Buenos Aires eine Niederlassung auf, die sich dem Ankauf von Häuten widmete. 1858 stieg er in das väterliche Geschäft ein, übernahm es nach dessen Tod und führte es erfolgreich weiter.
Von 1868 bis 1881 war Rautenstrauch Vizepräsident und von 1881 bis 1884 Präsident der Handels- bzw. Industrie- und Handelskammer Trier.
Politisch war Rautenstrauch zunächst als Mitglied der Stadtverordnetenversammlung Trier tätig, der er seit 1866 angehörte. 1872 wurde er zum ehrenamtlichen Beigeordneten gewählt.
Bereits 1863 und noch einmal in der neunten Legislaturperiode von 1866 bis 1867 gehörte er dem preußischen Abgeordnetenhaus an. Als Vertreter der Stadt Trier war er seit 1874 war er Mitglied des Rheinischen Provinziallandtages. Von 1873 bis 1884 gehörte er dem preußischen Herrenhaus ebenfalls als Vertreter der Stadt Trier an.